# Кюнаручей
Кюнаручей — ручей в России, протекает по территории Сосновецкого сельского поселения Беломорского района Республики Карелии. Длина ручья — 22 км, площадь водосборного бассейна — 77,4 км².
Ручей берёт начало из ламбины без названия на высоте выше 122,7 м над уровнем моря.
Течёт преимущественно в юго-восточном направлении по заболоченной местности.
Ручей в общей сложности имеет четыре притока суммарной длиной 6,5 км.
Втекает на высоте 94,5 м над уровнем моря в реку Тунгуду, впадающую в реку Нижний Выг.
Населённые пункты на ручье отсутствуют.
Код объекта в государственном водном реестре — 02020001312202000006786.